# Ludwig Schweickert
Ludwig Schweickert (ur. 26 kwietnia 1915 w Fürth, zm. 11 lipca 1943 w Orle) – niemiecki zapaśnik walczący w obu stylach. Srebrny medalista olimpijski z Berlina 1936, w wadze średniej w stylu klasycznym.
Zdobył srebrny medal na mistrzostwach Europy w 1937 i 1939; piąty w 1938; szósty w 1935.
Mistrz Niemiec w latach 1937–1942 w stylu klasycznym. Mistrz w stylu wolnym w 1940 i 1941; drugi w 1935 i 1938 roku.
Zginął w trakcie II wojny światowej na froncie wschodnim, broniąc miasta Orzeł przed Armią Czerwoną.

## Letnie Igrzyska Olimpijskie 1936
| Konkurencja          | Rundy eliminacyjne    | Rundy eliminacyjne     | Rundy eliminacyjne     | Rundy eliminacyjne       | Rundy finałowe         | Rundy finałowe | Klas. końcowa |
| Konkurencja          | Przeciwnik I          | Przeciwnik II          | Przeciwnik III         | Przeciwnik IV            | Przeciwnik V           | Przeciwnik VI  | Miejsce       |
| -------------------- | --------------------- | ---------------------- | ---------------------- | ------------------------ | ---------------------- | -------------- | ------------- |
| 79 kg styl klasyczny | Hans Pointner (AUT) Z | Francisc Cocoș (ROM) Z | Ivar Johansson (SWE) P | Ercole Gallegati (ITA) Z | József Palotás (HUN) Z | wolny los Z    | 2.            |